# کییوتسی (سینیتسا)
کییوتسی (به صربی: Kijevci) یک منطقهٔ مسکونی در صربستان است که در شومادئیا و صربستان غربی واقع شده‌است. کییوتسی ۱۳٫۰۲ کیلومتر مربع مساحت و ۲۲۵ نفر جمعیت دارد و ۱٬۱۱۳ متر بالاتر از سطح دریا واقع شده‌است.